# Le chemin d'Ernoa
Le chemin d'Ernoa è un film muto del 1921 diretto da René Coiffard e da Louis Delluc.